# 이태원동
이태원동(梨泰院洞)은 서울특별시 용산구에 있는 법정동이다. 행정동인 이태원제1동, 이태원제2동이 나누어 관할한다.

## 개요
동명의 유래는 여러 가지 설이 있다. 우선 조선 효종 때 이곳에 배나무가 많았다는 이유로 이태원(梨泰院)이라고 불렸다는 기록이 있다. 조선시대에 이태원이라는 역원이 있었다고도 전해진다. 임진왜란 때 왜인들에게 겁탈당해 혼혈인들이 태어난 곳이라고 이태원(異胎院) 또는 잉태원(孕胎院)이라고 불렀기 때문이라는 설도 있다.
그 이전에는 일본군의 기지가 있었지만 한국 전쟁 이후 주한미군들의 주요 위락지대로 번창하여 이 인근에 미8군 기지가 위치해 있다. 이후 외국인 관광객들의 쇼핑, 관광 지대로 번창하여 1997년부로 이 일대에 걸쳐 관광 특구로 지정되었다. 대한민국 최초의 이슬람교 성원인 서울중앙성원도 이 곳에 위치하고 있다. 현재에는 재벌이나, 정치인같은 사회의 최상위 지배계급이 거주하는 곳으로 저명하다. 대한민국 정부의 고관대작들과 대기업 회장들의 사저와 관저도 이곳에 위치하고 있다. 동시에 아무런 권력도 없는 국민들도 거주해서 빈부격차가 공존하는 곳이기도 하다.

## 관광 명소
- 경리단길

## 축제
- 이태원지구촌축제

## 주거
아파트
- LT삼보 어반메시 남산 (이태원동) : 2021년 9월 입주예정.

## 교통
- ● 서울 지하철 6호선 이태원역

## 관련 문화

### TV 프로그램
- KBS 《다큐멘터리 3일》 - '헬로 이태원'편 (2009년 7월 25일)
- JTBC 《이태원 클라쓰》 (2020년 1월 31일)

### 웹툰
- 카카오 페이지 - 이태원 클라쓰

### 노래
- 대한민국의 음악 그룹 UV와 박진영이 2011년에 '이태원 프리덤'을 부른 바가 있다.

## 사건
- 이태원 참사
- 이태원 햄버거 가게 살인 사건

## 같이 보기
- 대한민국의 행정 구역